# Saurauia iboana
Saurauia iboana är en tvåhjärtbladig växtart som beskrevs av Friedrich Ludwig Diels. Saurauia iboana ingår i släktet Saurauia och familjen Actinidiaceae. Inga underarter finns listade i Catalogue of Life.